# 萌的宣言：圈內人看漫畫、動畫與遊戲的世界
《萌的宣言：圈內人看漫畫、動畫與遊戲的世界》（英語：The Moe Manifesto: An Insider's Look at the Worlds of Manga, Anime, and Gaming）是由派翠克·加布雷斯（Patrick Galbraith）撰寫的書籍，於2014年出版。中譯本於2018年推出。它收錄了加布雷斯跟19名動漫業界或學術界人物的訪談記錄，一起探討萌的定義，以及一般動漫業界發展歷程動向。

## 寫作背景
加布雷斯表示，他在撰寫《御宅族百科全書》時，為了蒐集資料而訪問了不同的人士，並發現他們對萌的看法有很大差別。於是他便決定另行著書，以一本專著去探討萌。與此同時，他亦對日本國外有關萌的討論感到失望，因為它們雖有明顯立場，但對相關議題的了解卻欠深入，並希望日本本土的聲音能以英語著作形式擴散開去，避免他國媒體壟斷話語權。
加布雷斯在決定撰寫新著後，便經由講課或尋找資料等途徑，找出合適的訪談人物，亦即在萌方面「有着强烈意見的人」，與之進行訪問。他亦表示該書對萌並沒有立場，只是各訪談者的立場會呈現在書內。革命萌系主義者同盟（革命的萌え主義者同盟）等組織或人物為加布雷斯提供靈感，讓他把該書命名為《萌的宣言》。作者加布雷斯認為「對於這些人而言，萌就是宣言」，故此他以此命名這本書，表達出他們的感受。而由於人們對萌有着不同看法，所以加布雷斯表示《萌的宣言》就是「集合各宣言」的書籍。

## 內容
《萌的宣言》先介紹了「萌」概念的由來和演變，然後再向讀者呈現19篇訪談。它們為加布雷斯跟大塚英志、伊東雜音、東浩紀等動漫業界或學術界人物的訪談記錄，他們會在當中探討自己定義的萌，以及一般動漫業界發展歷程動向。文中亦會加插出自各ACG作品的圖片輔助解說。最後由與齋藤環的訪問記錄作總結。文末附上ACG用語词汇表和目錄。

## 發行
原著在2014年6月經塔特爾出版社出版，全著共192頁。2018年2月1日，國立陽明交通大學出版社推出了這部作品的中譯版，它由江素慧翻譯。

## 評價
動畫新聞網的布莱恩·鲁（Brian Ruh）讚揚《萌的宣言》的學術性，不過仍批評這本書的收尾草率，並指出加布雷斯只以男性異性戀者為著作中心，認為他應找更多性少數及女性，與之探討。《日本時報》的蒂姆·霍尼亚克（Tim Hornyak）對《萌的宣言》表示好評，認為它對想了解有關議題的學者及粉絲有幫助。他亦因為該本著作而開始理解為何一些人會愛上二次元角色。